# سیارک ۱۴۷۱
سیارک ۱۴۷۱ (به انگلیسی: 1471 Tornio، نامگذاری:1938SL1) هزار و چهارصد و هفتاد و یکمین سیارک کشف شده‌است که در ۱۶ سپتامبر ۱۹۳۸ کشف شد.
قدر مطلق سیارک برابر ۱۰٫۷۰ است.